# Monapia angusta
Monapia angusta là một loài nhện trong họ Anyphaenidae.
Loài này thuộc chi Monapia. Monapia angusta được Cândido Firmino de Mello-Leitão miêu tả năm 1944.